# Cinoxaat
Cinoxaat (INN) is een ester van een derivaat van kaneelzuur (3-fenyl-2-propeenzuur), meer bepaald de ester van p-methoxykaneelzuur en 2-ethoxyethanol. Het is een lichtgele viskeuze vloeistof, niet oplosbaar in water maar goed in alcoholen, esters en plantaardige oliën.

## Toepassingen
Cinoxaat en andere gelijkaardige kaneelzuurderivaten absorberen UV-B-straling en kunnen toegepast worden als UV-filter of UV-absorber. In de Europese Unie is het echter niet toegestaan als UV-filter in zonnebrandmiddelen. Het kan wel als UV-absorber worden toegevoegd aan een cosmetisch product om het product zelf tegen UV-straling te beschermen. In de Verenigde Staten is cinoxaat wel toegestaan in zonnebrandmiddelen tot maximaal 3%.
Octylmethoxycinnamaat (2-ethylhexyl-4-methoxycinnamaat) en isoamyl-4-methoxycinnamaat zijn in de Europese Unie wel toegestaan in zonnebrandmiddelen.